# Waymon Reed
Waymon Reed (Fayetteville, North Carolina, 10 januari 1940 - Nashville, Tennessee, 25 november 1983) was een Amerikaanse jazztrompettist. Hij was vooral een bebop-solist, maar hij werkte ook in de rhythm-and-blues. Hij was van 1978 tot 1981 gehuwd met zangeres Sarah Vaughan.

## Biografie
Reed studeerde aan Eastman School of Music en speelde R&B met Ira Sullivan. Van 1965 tot 1969 maakte hij deel uit van de band van James Brown, hij speelde op "It's a Man's Man's Man's World". Hierna was hij tot 1973 lid van Count Basie's orkest. Hij werkte met de bigbands van Frank Foster en Thad Jones-Mel Lewis. In 1977-1978 was hij weer bij Basie. Hij trouwde met Sarah Vaughan en werkte met haar, in de jaren 1978–80. Kort daarna scheidden de twee. Reed speelde op B.B. Kings album There Must Be a Better World Somewhere (1981). Reed overleed aan de gevolgen van kanker, in 1983.
Reed heeft een album als leider gemaakt, met Jimmy Forrest, Tommy Flanagan, Keter Betts en Bobby Durham.

## Discografie
- 1977: 46th And 8th (Artist House)

met Count Basie
- Basic Basie (MPS, 1969)
- Basie on the Beatles (Happy Tiger, 1969)
- High Voltage (MPS, 1970)

met Al Grey
- Struttin' and Shoutin' (Columbia Records, 1976)

met Eddie Jefferson
- Still on the Planet (Muse Records, 1976)